# Zofia Kielan-Jaworowska
Zofia Emilia Kielan-Jaworowska (25 de abril de 1925 – 13 de marzo de 2015) fue un paleobiológica polaca. A mediados de la década de 1960, lideró una serie de expediciones paleontológicas polaco-mongólica al desierto de Gobi.
Fue la primera mujer en servir en el comité ejecutivo de la International Union of Geological Sciences.

## Biografía
Sus estudios comenzaron previo a la Segunda Guerra Mundial, en el Departamento de Geología de la Universidad de Varsovia que sería destruido en 1939, asistió a clases en la casa de Roman Kozłowski. Posteriormente obtuvo una maestría en zoología y en paleontología y luego el doctorado por la Universidad de Varsovia, donde sería profesora.

## Carrera y obra
Fue investigadora empleada del Instituto Paleobiológico de la Polska Akademia Nauk. Llevó a cabo una serie de funciones en las organizaciones profesionales en Polonia y en Estados Unidos, y fue la primera mujer en servir en el comité ejecutivo de la International Union of Geological Sciences.
Su obra incluye el estudio de trilobitas del Devónico y Ordoviciano de Europa Central (Polonia, República Checa), y liderando varias expediciones paleontológicas polacas-mongolianas al desierto de Gobi, and the discovery of new species of cocodrilos, reptiles, tortugas, dinosaurios (notablemente Deinocheirus), aves y multituberculados. Fue la autora del libro Hunting for Dinosaurs, y coautora de Mammals from the Age of Dinosaurs.
Su obra se publicó en revistas científicas con revisión por pares, y libros y monografías.

## Obra
- Hunting for Dinosaurs, MIT Press 1969

- con J. Hurum. Phylogeny and systematics of multituberculate mammals. Palaeontology 44: 389–429. 2001

- con Richard L. Cifelli, Zhe-Xi Luo. Mammals from the age of dinosaurs: origins, evolution, and structure, New York: Columbia University Press 2004

- con J. A. Lillegraven, William A. Clemens (eds.) Mesozoic Mammals. The First Two-thirds of Mammalian History. University of California Press, Berkeley 99–149.

- In pursuit of early mammals, Indiana University Press 2013

## Honores

### Membresías
- Academia Noruega de Ciencias y Letras.[21]

### Galardones
- 2005: su texto Mammals from the Age of Dinosaurs ganó el prestigioso Premio de la Fundación para la Ciencia Polaca
- 1995: Medalla Romer-Simpson.

## Personal
En 1958, se casó con Zbigniew Jaworowski, un profesor de radiobiologóa.